# Fortune Football Club
El Fortune Football Club es un equipo de fútbol de Gambia que juega en la Liga de fútbol de Gambia, la primera división nacional.

## Historia
Fue fundado en el año 2003 en a localidad de Farato como CFFC, nombre que usaron hasta 2012 cuando pasaron a llamarse Fortune FC. Su mayor logro ha sido el título de liga en 2021.
A nivel internacional participó por primera vez en la Liga de Campeones de la CAF 2021-22 donde fue eliminado en la primera ronda en penales por el ES Sétif de Argelia.

## Palmarés
- Liga de fútbol de Gambia: 1

2021

## Participación en competiciones de la CAF
| Temporada | Torneo                      | Ronda | Club     | Casa | Visita | Global      |
| --------- | --------------------------- | ----- | -------- | ---- | ------ | ----------- |
| 2021/22   | Liga de Campeones de la CAF | 1     | ES Sétif | 3-0  | 0-3    | 3-3 (4-5 p) |